# Adolf Lentze
Adolf Johann Hinrich Lentze (* 19. Juni 1900 in Hamburg; † 4. Oktober 1983 in Hilden) war ein Widerstandskämpfer gegen den Nationalsozialismus.

## Leben
Adolf Lentze war Sohn des Eisendrehers Karl Albert Adolf Lentze aus Magdeburg und der Bremer Arbeiterin Johanne Elisabeth Lentze, geb. Michalowsky. Nach dem Besuch der Volksschule in Lehe im Emsland, wohin die Eltern gezogen waren, erhielt er ein Stipendium zur Ausbildung als Volksschullehrer und besuchte die Präparandenanstalten in Wunstorf und Bederkesa. 1919 meldete er sich freiwillig zum Grenzschutz Ost und wurde dort und bei der 3. Matrosenartillerie-Abteilung in Wesermünde eingesetzt.
1921 schloss er in Stade seine Ausbildung mit dem Lehrer-Examen ab. Da er anschließend arbeitslos war, weil er als Junglehrer nicht eingestellt wurde, entschloss er sich auszuwandern. 1922 migrierte er illegal in die USA, musste 1928 aber das Land wieder verlassen. Die Gründe sind nicht genau bekannt. Eine Meinung lautet, er habe aufgrund der Illegalität seines Aufenthalts die USA verlassen müssen, eine andere, dies sei wegen politischer oder gewerkschaftlicher Betätigung notwendig gewesen.
Frühes Interesse an Fragen der Politik aus einer linken Perspektive ist nachgewiesen. Es ist möglich, aber nicht gesichert, dass er 1919 der KPD beitrat. Als Student in Stade habe er die lokale Gruppe der KPD geleitet und für die KPD Fortbildungskurse in Deutsch, Französisch und Esperanto in den Unterweserorten durchgeführt.
Noch im Jahr seiner Rückkehr aus den USA gelang es Lentze, in Emden in seinem Lehrerberuf eingestellt zu werden. Schon wenige Monate darauf aber wurde er auf Betreiben der SPD-Fraktion in der Stadtverordnetenversammlung und örtlicher Behörden wieder entlassen. Der Vorwurf lautete, er habe sich politisch zu radikal geäußert. Lentze blieb nun durchweg erwerbslos, war aber in verschiedenen Funktionen in der Revolutionären Gewerkschafts-Opposition (RGO) aktiv. Ende 1932 leitete er die Bezirks-Angestelltenkommission der RGO. Bekannt ist aus diesen Jahren seine Unterstützungsleistung für einen von der Polizei angeschossenen Teilnehmer einer Kundgebung gegen eine Zwangsräumung in Emden („Emder Aufruhr“). Er und ein zweiter Helfer sorgten im Juni 1932 für die Einlieferung des Verletzten in eine Klinik.
Nach der Machtübernahme durch die NSDAP und ihrer deutschnationalen Bündnispartner und nach der Zerstörung der organisatorischen Strukturen der KPD im Weser-Ems-Gebiet (Bezirk Nord-West) und zahlreichen Verhaftungen organisierte die KPD sich neu. Mitglieder trafen sich zu diesem Zweck auf der Straße und in Lentzes Wohnung. Mitte September kamen Paul Beermann, Hermann Fenske, Adolf Lentze, Max Renne, Mathias Thesen und Heinrich Werno zusammen, um eine provisorische Bezirksleitung zu bilden, in der Lentze die Rolle des Agitpropleiters übernahm. Trotz gleich anschließender Festnahmen von Teilnehmern der Beratung gelang es unter Lentzes und Wernos Leitung ein neues, besser abgesichertes Widerstandsnetz („Fünfergruppen“) im Untergrund aufzubauen, das von Emden über die ostfriesischen und ammerländischen Fehnorte bis Wilhelmshaven, entlang der Wesermarsch über Oldenburg, Delmenhorst und weiter bis Bremen, wo Lentze lebte, reichte. Teil der Aktivitäten war die Herausgabe einer in Abständen erscheinenden Schrift Rote Fahne, für die „der unermüdliche Lentze“ (Marßolek/Ott) allein oder doch als Hauptverfasser schrieb und deren technische Herstellung von einzelnen mit der KPD sympathisierenden Kaufleuten unterstützt wurde. Nach der Festnahme von Werno übernahm Lentze auch die Organisationsleitung. Kuriere verbanden die illegalen Kleingruppen miteinander. Allerdings gelang es der Gestapo, in das Netz Spitzel einzuschleusen. Einer Verhaftungsaktion unter dem Titel „Lentze und Genossen“ im August 1933 konnte Lentze entgehen und mit falscher Identität unter dem Namen Rodenburg untertauchen. Seine Aktivitäten gegen das Regime setzte er fort. Nach Meinung seiner Biografen Günter Heuzeroth und Johannes Petrich bewies er dabei „eine überaus wendige Figur … und Cleverness“. Er habe überaus mutig und zugleich diszipliniert gehandelt. Anfang 1934 wurde er von der Gestapo in seiner Bremer Wohnung festgenommen, in der sich auch die Drucktechnik für die Rote Fahne befand. Insgesamt wurden mehr als 70 Personen festgenommen.
Es folgte eine mehr als einjährige Untersuchungshaft, in der es Lentze zunächst noch gelang, Verbindung zu den Genossen in Freiheit zu halten und von dort mit etwas Geld unterstützt zu werden. Nach Abschluss der Ermittlungen gegen die Gruppe Lentze wurden 1935 durch das Oberlandesgericht Hamburg mit ihm weitere 35 Kommunistinnen und Kommunisten angeklagt. Lentze erhielt wegen Vorbereitung zum Hochverrat als „Kopf der Bewegung“ drei Jahre Zuchthaus. Auf seine Verurteilung reagierte er im Gerichtssaal mit einer umfangreichen Gegenrede. Mit „Vorbereitung zum Hochverrat“ war jede Aktivität zum Wiederaufbau der verbotenen KPD gemeint. Die gesetzliche Höchststrafe lag bei drei Jahren und sechs Monaten.
Nach Verbüßung seiner Haft in der Strafanstalt Bremen-Oslebshausen schlossen sich sechs Wochen in einer Strafkompanie an. Danach wurde er von der Gestapo in „Schutzhaft“ genommen und im KZ Sachsenhausen inhaftiert, das er erst mit dem Zusammenbruch des Nationalsozialismus 1945 verlassen konnte. Über Lentze in Sachsenhausen liegen verschiedene, stets positive Testate vor, darunter des jüdischen Bakteriologen und Mithäftlings Kurt Marcuse, der ihm bescheinigte, sich in der schwierigen Rolle des Arbeitsaufsehers „menschlich, anständig und hilfsbereit besonders auch den jüdischen Häftlingen gegenüber“ verhalten zu haben.
Lentze gehörte zu den Häftlingen, die nach der Räumung des Lagers am 21. April 1945 einen der sich anschließenden „Todesmärsche“ überlebte. Er war dem Häftlingsmarsch nach Lübeck zugeteilt und wurde nach Aussage des Mithäftlings Rudolf Sundermann einer der Lagerältesten im Lager Selow. Er habe, so Sundermann, es verstanden, „die unglaublichen Strapazen des Häftlingsmarsches den Massen zu erleichtern.“ Zuletzt sei er bis zur Befreiung durch die Rote Armee „mit den Jugendlichen der verschiedenen Nationen, wie Polen, Tschechen, Ukrainer, usw. … auf allen Wegen und Strassen Mecklenburgs“ unterwegs gewesen. Mit seiner Befreiung hatte er mehr als elf Jahre ununterbrochener Haft unter schwierigsten Bedingungen hinter sich.
Bereits wenige Wochen später wurde Lentze von der Sowjetischen Militärverwaltung als Kulturdezernent und Schulrat nach Parchim berufen. Da der prominente, vom NS-Regime hoch wertgeschätzte und vielfach dekorierte Schriftsteller Friedrich Griese in Parchim lebte, erarbeitete Lentze eine politische Anklage gegen ihn, die vor allem auf die enge Verbindung von Griese und Regimeführung abhob. Der namenlose Ex-KZ-Häftling führte den Goethe-Preisträger (1940) in Parchim als Wegbereiter, Mitträger und „Nutznießer des NS-Systems“, indem er öffentlich dessen Bibliothek auf den Müll schaffen ließ. Seine Angaben bildeten die inhaltliche Grundlage für Grieses Festnahme und Internierung als NS-belastet im Sommer 1945. Die Episode um Lentze und den NS-Schriftsteller endete mit einer Niederlage Lentzes, denn Griese, dessen Replik auf einer gefälschten Zitierung von Lentze beruhte, wurde schon im März 1946 wieder auf freien Fuß gesetzt. Er sollte für die neuen politischen Verhältnisse gewonnen werden. Schon im Herbst verließ Lentze Parchim. 1946 war er als Regierungsrat in Schwerin tätig.
1949 verließ er die SBZ und wechselte aus unbekannten Gründen nach West-Berlin, fand aber in der weiteren Folge offenbar keinen neuen Zugang zum Schuldienst. 1951 ging er mit der inzwischen gegründeten Familie nach Aurich (Ostfriesland). Ob er nach wie vor einer kommunistischen Organisation angehörte, jetzt oder später zu einer anderen parteipolitischen Richtung wechselte oder sich von allen derartigen Formationen fernhielt, ist nicht bekannt. Jedenfalls aber war er einer der Initiatoren der Gesellschaft für christlich-jüdische Zusammenarbeit in Ostfriesland. In deren Namen protestierte er 1955 gegen die Ernennung des rechtsextremistischen Politikers Leonhard Schlüter zum Kulturminister von Niedersachsen („Fall Schlüter“), was auch im Ausland aufmerksam registriert wurde. Er bezeichnete sie als „Kulturschande“. 1956 wandte er sich mit einer Petition zum Thema „Politische Tätigkeit der Emigranten in der Bundesrepublik“ an den Bundestag.
Lentze und Griese stießen 1952 ein weiteres Mal aufeinander. Griese beabsichtigte, gegen seinen Kontrahenten, den er als „Verbrecher am Menschentum aus jener düsteren Zeit“ bezeichnete – gemeint war die Zeit nach dem Zusammenbruch des NS-Regimes – unter den ihm günstig erscheinenden westdeutschen Bedingungen zu klagen. Das misslang. Informell teilte man ihm mit, Erfolg sei nicht zu erwarten, Lentze sei kein Vorwurf zu machen. Grieses Vorstoß blieb ohne amtliche Resonanz.
Zu den Unterstützern Lentzes gehörten in diesen Jahren ehemalige Mithäftlinge, darunter der zeitweilige Oberbürgermeister der Stadt Köln, MdB und Sozialdemokrat Robert Görlinger, der ihn als „stets … grundehrlichen, anständigen und charaktervollen Menschen“ beschrieb.
1957 trennte die Familie sich. Lentze zog alleine nach Köln. Dort war er nun als Hilfsarbeiter tätig. Von hier aus bemühte er sich juristisch um „Wiedergutmachung“ für die Verfolgung, der er ausgesetzt gewesen war. Über das Ergebnis ist nichts bekannt. 1983 starb er im St. Josefs-Krankenhaus Hilden.
Im Kontext einer Rehabilitierung des NS-Schriftstellers Friedrich Griese kam der Autor Reinhard Rösler 2003 auf Lentzes Vorwürfe gegen diesen Schriftsteller zurück. Lentze habe Griese mit einem „Sammelsurium von Vorwürfen, Verdächtigungen, Anklagen“ fälschlich als „Parteigänger der Nazis“ beschrieben mit der Folge „schwerer Monate“ für den Angeschuldigten. Den mehr als elf Jahre wegen seiner Widerstandstätigkeit gegen das NS-Regime inhaftierten Lentze diffamierte er dabei als nur „vorgeblichen Antifaschisten“. Diese Bewertungen stehen im Schrifttum zu Griese und dessen Internierung allein. Explizit spricht der Griese-Biograph Stefan Busch von „berechtigten Vorwürfen“ Lentzes und hebt dessen Engagement und Haftzeit hervor.